# Coupe Shusaku
La Coupe Shusaku est un tournoi majeur en Europe de jeu de go qui a été lancé en 2008 par le club de go de Târgu Mureș, en Roumanie.
Le nom de cette compétition (et du club de Târgu Mureș) est en hommage au joueur de go Kuwabara Torajirō, plus connu sous le nom Hon'inbō Shūsaku.
Malgré un nombre de participants aléatoire, la compétition accueille régulièrement parmi les meilleurs joueurs européens, comme Cătălin Țăranu, Cristian Pop, Csaba Mérő, ainsi que des joueurs Coréens installés en Europe comme Hwang In-Seong.
Il s'agit également d'un tournoi parmi les plus dotés en Europe (lors de l'édition 2012 : 1 200 € pour le premier, 800 € pour le deuxième, 500 € pour le troisième).
Étant un des évènements majeurs au niveau européen, la coupe accueille également des joueurs de go professionnels venant d'Asie.
Le club de go de Târgu Mureș organise également en parallèle une coupe pour les jeunes joueurs.

## Description
La Coupe Shusaku est un tournoi Mac Mahon qui se déroule en 6 rondes réparties sur 3 jours.